# Ministério dos Transportes (Brasil)
O Ministério dos Transportes do Brasil é o órgão responsável pelo assessoramento do presidente da República na execução e formulação da política de transporte do país. Ele fez parte do Ministério da Infraestrutura em 2019 durante o governo de Jair Bolsonaro e foi recriado pelo presidente Luiz Inácio Lula da Silva, em 1 de janeiro de 2023, com a dissolução e divisão do antigo Ministério da Infraestrutura neste órgão e no Ministério dos Portos e Aeroportos.
O atual ministro dos transportes é Renan Filho.

## Cronologia
O ministério já teve diversas denominações:
- 1860 a 1891 — Secretaria de Estado dos Negócios da Agricultura, Comércio e Obras Públicas
- 1891 a 1906 — Ministério da Indústria, Viação e Obras Públicas
- 1906 a 1967 — Ministério da Viação e Obras Públicas
- 1967 a 1990 — Ministério dos Transportes
- 1990 a 1992 — Ministério da Infraestrutura
- 10 de abril de 1992 a 19 de novembro de 1992 — Ministério dos Transportes e das Comunicações
- 19 de novembro de 1992 a 12 de maio de 2016 — Ministério dos Transportes
- 12 de maio de 2016 a 31 de dezembro de 2018 — Ministério dos Transportes, Portos e Aviação Civil
- 1 de Janeiro de 2019 a 31 de dezembro de 2022 —  Ministério da Infraestrutura
- Desde 1 de janeiro de 2023 — Ministério dos Transportes

## Histórico
Em 1860, durante o Regime Imperial, foi criada a Secretaria de Estado da Agricultura, Comércio e Obras Públicas, em decorrência do desmembramento dos serviços de correios, telégrafos, estradas e obras públicas.
Proclamada a República, em 1889, foi reestruturada a administração do país, sendo criado, em outubro de 1891, o Ministério da Indústria, Viação e Obras Públicas, para o qual passaram as atribuições da Secretaria da Agricultura, extinta, em novembro de 1892.
Em dezembro de 1906, o Ministério recebeu novas atribuições e a denominação de Ministério da Viação e Obras Públicas.
Na década de 1960, a reforma administrativa determinou profundas alterações na estrutura da pasta, já então transformada em Ministério dos Transportes, tendo como áreas de competência os transportes ferroviário, rodoviário, aquaviário, marinha mercante, portos e vias navegáveis e a participação na coordenação dos transportes aeroviários.
Em março de 1990, ocorreu a fusão dos Ministérios dos Transportes, das Minas e Energia e das Comunicações, e criado o Ministério da Infraestrutura, com competência também nas áreas de geologia, recursos minerais e energéticos, regime hidrológico e fontes de energia hidráulica, mineração e metalurgia, indústria do petróleo e de energia elétrica, inclusive nuclear, fiscalização com utilização de radiofreqüência e serviços postais.
Em maio de 1992, foi extinto o Ministério da Infraestrutura e criado o Ministério dos Transportes e das Comunicações, com atribuições na área dos transportes, telecomunicações e serviços postais.
Em novembro de 1992, foi criado o atual Ministério dos Transportes, com atribuições específicas em política nacional de transportes.
Em 12 de maio de 2016, o Governo federal, por meio da medida provisória Nº 726, extinguiu as Secretarias de Aviação Civil e de Portos, fundindo-as ao Ministério dos Transportes. Antes ligadas à Presidência da República, as atribuições e competências das secretarias passaram a compor o Ministério dos Transportes, Portos e Aviação Civil. O primeiro ministro a assumir a nova pasta foi o então deputado de Alagoas, Maurício Quintella Lessa. Em 2 de abril de 2018, este se afastou para poder participar das eleições e foi sucedido pelo então diretor-geral do Departamento Nacional de Infraestrutura de Transportes (DNIT), Valter Casimiro Silveira.
Em 1 de janeiro de 2019, o Ministério dos Transportes, Portos e Aviação Civil é transformado novamente em Ministério da Infraestrutura. Em 1 de janeiro de 2023, o Ministério é novamente recriado e separado da Infraestrutura.

## Áreas de competência
Conforme a lei nº 13.844/2019, são as áreas de competência do Ministério:
1. política nacional de transportes ferroviário, rodoviário, aquaviário e aeroviário;
2. marinha mercante e vias navegáveis;
3. formulação de políticas e diretrizes para o desenvolvimento e o fomento do setor de portos e instalações portuárias marítimos, fluviais e lacustres e execução e avaliação de medidas, programas e projetos de apoio ao desenvolvimento da infraestrutura e da superestrutura dos portos e instalações portuárias marítimos, fluviais e lacustres;
4. formulação, coordenação e supervisão das políticas nacionais do setor de portos e instalações portuárias marítimos, fluviais e lacustres;
5. participação no planejamento estratégico, no estabelecimento de diretrizes para sua implementação e na definição das prioridades dos programas de investimentos em transportes;
6. elaboração ou aprovação dos planos de outorgas, na forma da legislação específica;
7. estabelecimento de diretrizes para a representação do País nos organismos internacionais e em convenções, acordos e tratados referentes às suas competências;
8. desenvolvimento da infraestrutura e da superestrutura aquaviária dos portos e instalações portuárias em sua esfera de competência, com a finalidade de promover a segurança e a eficiência do transporte aquaviário de cargas e de passageiros; e
9. aviação civil e infraestruturas aeroportuária e de aeronáutica civil, em articulação, no que couber, com o Ministério da Defesa.

## Entidades vinculadas

### Autarquias
- Agência Nacional de Aviação Civil (ANAC)
- Agência Nacional de Transportes Terrestres (ANTT)
- Agência Nacional de Transportes Aquaviários (ANTAQ)
- Departamento Nacional de Infraestrutura de Transportes (DNIT)

### Empresas públicas
- Empresa de Planejamento e Logística (EPL)
- Empresa Brasileira de Infraestrutura Aeroportuária (Infraero)
- VALEC

### Secretarias vinculadas
- Secretaria Nacional de Aviação Civil

### Sociedades de economia mista
- Companhia Docas do Maranhão (CODOMAR)